# Praefurnium
Il praefurnium era un grande forno ricavato nel terreno in cui ardevano delle braci che producevano aria calda allo scopo di riscaldare l'ipocausto.
Inizialmente era posto nell'adiacente cucina.